# TK Records
TK Records是美國一家獨立唱片公司，由唱片發行商Henry Stone和Steve Alaimo於 1972 年創立，總部位於佛羅里達州海厄利亞。該唱片公司已於 1981 年破產。
「TK」的靈感來自音訊工程師 Terry Kane 的首字母縮寫。
TK Records 與迪斯科音樂的早期崛起密切相關，該唱片公司於 1974 年發行了第二首（繼The Hues Corporation的"Rock The Boat "之後）真正意義上的迪斯科歌曲，George McCrae的 " Rock Your Baby "，在當時的流行音樂排行榜上排名第一 。 在 McCrae 大獲成功一年多之後，該唱片公司與KC&The Sunshine Band一起合作，發行了五首單曲，都在〈告示牌單曲榜〉上排名第一：包括" Get Down Tonight "、" That' "、" (Shake, Shake, Shake) Shake Your Booty "、" I'm Your Boogie Man "和 " Please Don't Go "。其中KC & The Sunshine Band 的單曲 " Keep It Comin' Love " 在《告示牌》以前的Hot Soul Singles排行榜上排名第一，在 《告示牌》百大熱門榜 上排名第二。
TK 的附屬廠牌包括Wolf Records和 Bold Records。與 TK Records 及其子公司簽約的藝人包括 Betty Wright (Alston), Clarence Reid, a.k.a. Blowfly, Benny Latimore (Glades), Peter Brown (Drive), Foxy, Kracker (Dash), Jimmy "Bo" Horne (Sunshine Sound), Timmy Thomas (Glades), Little Beaver, Gwen McCrae (Cat), T-Connection (Dash), Bobby Caldwell (Clouds)和 Anita Ward (Juana)。
在1980 年，TK Records 遇到財務問題，該唱片公司被Morris Levy的Roulette Records收購，將兩家唱片公司合併創建了 Sunnyview Records。以TK Records 的名義發行的最後一首單曲是“Weird Al”Yankovic 的“ Another One Rides the Bus ”。1986 年，Henry Stone 與 Paul Klein 組成 Hot Productions，並繼續用 CD 重新發行 TK Records 專輯，直到 Sunnyview與Sunnyview/TK 目錄的北美版權於 1989 年被EMI-Rhino收購。在國際上，該目錄一直由 EMI 管理，直到 2013 年 EMI 的姊妹廠牌Parlophone在華納音樂收購 EMI 剩餘資產後接手。

## Wolf Records（子公司）
Wolf Records是一家專門製作爵士樂的唱片公司，只發行了三張專輯，每張專輯都由Joel Dorn製作：
- 1976年: Encourage the People – Robin Kenyatta
- 1977年: After the Dance – Harold Vick
- 1978年: Innocence – Kenny Barron